# Trochu
Trochu är en ort i Kanada.   Den ligger i provinsen Alberta, i den centrala delen av landet, 2 800 km väster om huvudstaden Ottawa. Trochu ligger 863 meter över havet och antalet invånare är 1 072.
Terrängen runt Trochu är platt. Trakten runt Trochu är nära nog obefolkad, med mindre än två invånare per kvadratkilometer.. Närmaste större samhälle är Three Hills, 15,2 km söder om Trochu.
Trakten runt Trochu består till största delen av jordbruksmark.